# Impatiens jinpingensis
Impatiens jinpingensis är en balsaminväxtart som beskrevs av Y.M.Shui och G.F.Li. Impatiens jinpingensis ingår i släktet balsaminer, och familjen balsaminväxter. Inga underarter finns listade i Catalogue of Life.